# Fabrice Moreau (aviron)
Pour les articles homonymes, voir Fabrice Moreau et Moreau.
Fabrice Moreau, né le 11 janvier 1978 au Creusot, est un athlète français pratiquant l'aviron.

## Palmarès

### Jeux olympiques
- 2012 à Londres,  Royaume-Uni
  - 7e quatre de pointe sans barreur poids léger

### Championnats du monde
- 2001 à Lucerne,  Suisse
  -  Médaille de bronze en deux de couple poids légers
- 2005 à Gifu,  Japon
  -  Médaille de bronze en skiff poids légers
- 2006 à Eton,  Royaume-Uni
  -  Médaille de bronze en deux de couple poids légers
- 2008 à Linz,  Autriche
  -  Médaille d'argent en quatre de couple poids légers
- 2015 à Aiguebelette,  France
  -  Médaille d'argent en huit barré poids légers

### Jeux méditerranéens
- 2001 à Tunis,  Tunisie
  -  Médaille d'or en double poids légers
- 2005 à Almería,  Espagne
  -  Médaille d'or en skiff poids léger